# 베이르트

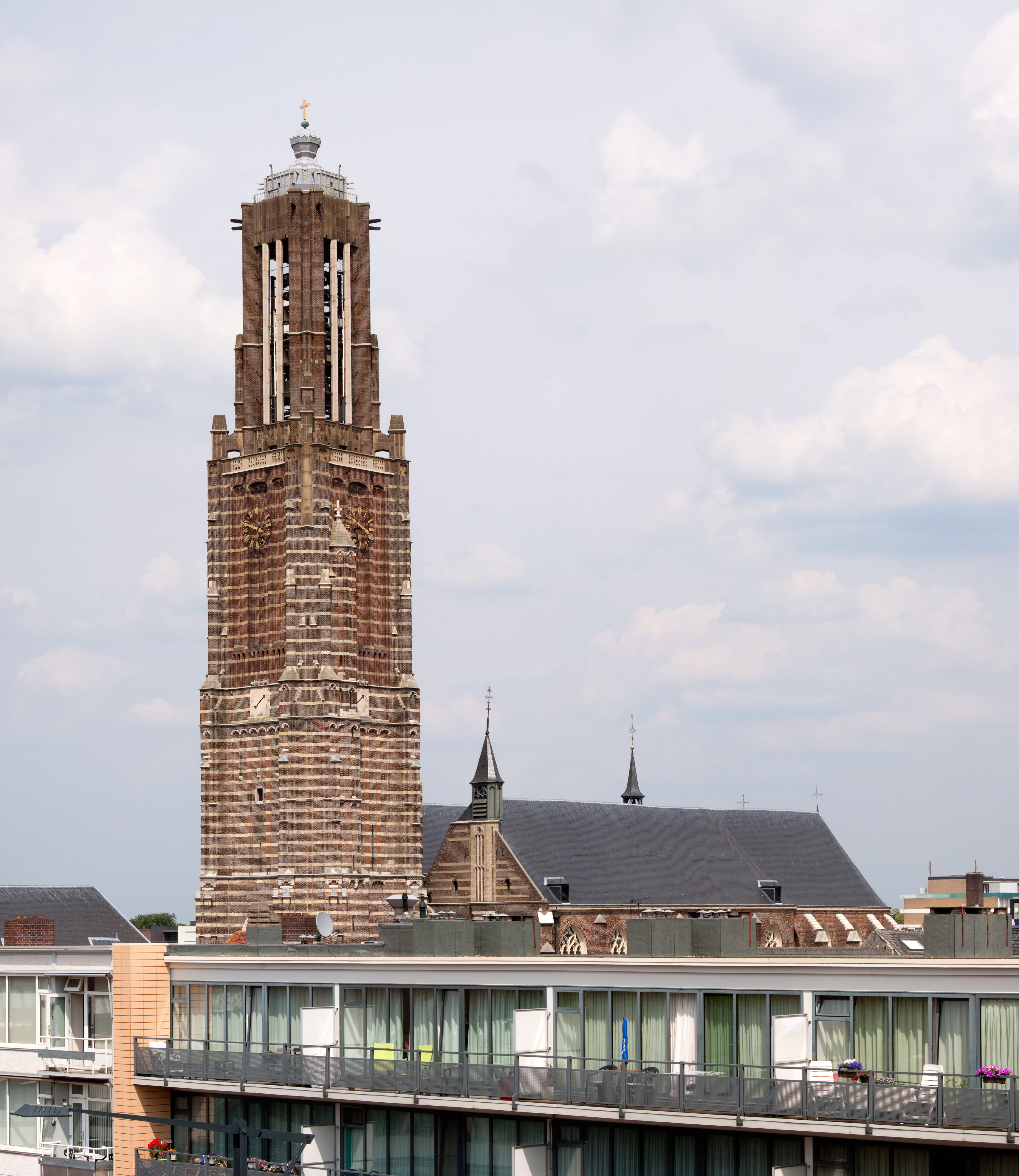
베이르트

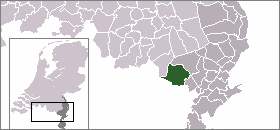
베이르트의 위치

베이르트(네덜란드어: Weert, 림뷔르흐어: Wieërt)는 네덜란드 림뷔르흐주의 도시로 면적은 105.52km2, 높이는 35m, 인구는 48,825명(2014년 5월 기준), 인구 밀도는 467명/km2이다.

시기
시 문장